# Exorista muscidea
Exorista muscidea là một loài ruồi trong họ Tachinidae.